# Nominalmorphologie
Die Nominalmorphologie einer Sprache ist die Morphologie ihrer Nomina und Nominalphrasen. Dabei wird die Bildung der Kasus und Numeri des Nomens und die Struktur der Nominalphrase (Reihenfolge ihrer Komponenten) beschrieben. Auch die Frage, ob in einer Sprache ein Nominalklassensystem verwendet wird, sein Aufbau und die Verwendung von Präpositionen und Postpositionen (Oberbegriff: Adpositionen) wird üblicherweise zur Nominalmorphologie gerechnet.
Ferner können auch Possessivmarkierungen am Nomen (in bestimmten Sprachen) zur Nominalmorphologie gezählt werden.